# Weymouth (Massachusetts)
Weymouth é uma cidade localizada no condado de Norfolk no estado estadounidense de Massachusetts. No Censo de 2010 tinha uma população de 53.743 habitantes e uma densidade populacional de 960,53 pessoas por km².

## Geografia
Weymouth encontra-se localizada nas coordenadas 42° 12′ 24″ N, 70° 56′ 45″ O. Segundo a Departamento do Censo dos Estados Unidos, Weymouth tem uma superfície total de 55.95 km², da qual 43.49 km² correspondem a terra firme e (22.27%) 12.46 km² é água.

## Demografia
Segundo o censo de 2010, tinha 53.743 pessoas residindo em Weymouth. A densidade populacional era de 960,53 hab./km². Dos 53.743 habitantes, Weymouth estava composto pelo 89.74% brancos, o 3.07% eram afroamericanos, o 0.18% eram amerindios, o 3.2% eram asiáticos, o 0.02% eram insulares do Pacífico, o 1.97% eram de outras raças e o 1.82% pertenciam a duas ou mais raças. Do total da população o 2.63% eram hispanos ou latinos de qualquer raça.